# Liste der Stolpersteine in Bad Pyrmont
Die Liste der Stolpersteine in Bad Pyrmont enthält alle Stolpersteine, die im Rahmen des gleichnamigen Kunst-Projekts von Gunter Demnig in Bad Pyrmont verlegt wurden. Mit ihnen soll der Opfer des Nationalsozialismus gedacht werden, die in Bad Pyrmont lebten und wirkten. Bei insgesamt drei Verlegungen seit dem Jahr 2005 wurden insgesamt 16 Stolpersteine verlegt. (Stand: August 2023)

## Liste der Stolpersteine
| Bild                                                | Person, Inschrift | Adresse            | Verlegedatum  | Anmerkung |
| --------------------------------------------------- | --- | ------------------ | ------------- | --------- |
| Stolperstein in Bad Pyrmont für Laura Lichtenstein  | Hier wohnte Laura Lichtenstein geb. Cohn Jg. 1862 deportiert 1942 Theresienstadt ermordet 30.12.1942                           | Bahnhofstraße 51 · | 27. März 2017 |           |
| Stolperstein in Bad Pyrmont für Hedwig Lichtenstein | Hier wohnte Hedwig Lichtenstein Jg. 1896 deportiert 1942 Ghetto Warschau ermordet                                              | Bahnhofstraße 51 · | 27. März 2017 |           |
| Stolperstein in Bad Pyrmont für Fritz Lichtenstein  | Hier wohnte Fritz Lichtenstein Jg. 1897 deportiert 1943 ermordet in Auschwitz                                                  | Bahnhofstraße 51 · | 27. März 2017 |           |
| Stolperstein in Bad Pyrmont für Berta Lichtenstein  | Hier wohnte Berta Lichtenstein Jg. 1900 deportiert 1942 Ghetto Warschau ermordet                                               | Bahnhofstraße 51 · | 27. März 2017 |           |
|                                                     | Hier lebte Max Michaelis Jg. 1865 deportiert Minsk ermordet                                                                    | Brunnenstraße 9 ·  | 7. Okt. 2021  | [ 1 ]     |
| Stolperstein in Bad Pyrmont für Israel Heymann      | Hier lebte Israel Heymann Jg. 1880 deportiert 1942 ermordet im Ghetto Warschau                                                 | Brunnenstraße 10 · | 27. März 2017 | [ 2 ]     |
| Stolperstein in Bad Pyrmont für Anna Heymann        | Hier lebte Anna Heymann Jg. 1875 deportiert 1942 ermordet im Ghetto Warschau                                                   | Brunnenstraße 10 · | 27. März 2017 | [ 2 ]     |
| Stolperstein in Bad Pyrmont für Rudi Heymann        | Hier lebte Rudi Heymann Jg. 1916 Flucht 1939 Australien                                                                        | Brunnenstraße 10 · | 27. März 2017 | [ 2 ]     |
|                                                     | Hier wohnte Gertrud Bacharach geb. Hopfeld Jg. 1892 Flucht 1939 Holland interniert Westerbork deportiert 1943 Sobibor ermordet | Brunnenstraße 10 · | 7. Okt. 2021  | [ 1 ]     |
|                                                     | Hier wohnte Cäcilie Heimann Jg. 1868 deportiert 1942 Theresienstadt ermordet 3.1.1943                                          | Brunnenstraße 12 · | 7. Okt. 2021  | [ 1 ]     |
|                                                     | Hier wohnte Selma Bock Jg. 1886 deportiert 1942 Theresienstadt 1944 Auschwitz ermordet                                         | Drakestraße 15 ·   | Nov. 2021     | [ 1 ]     |
|                                                     | Hier wohnte Adolf Salomon Jg. 1859 'Schutzhaft' 1938 Buchenwald ermordet 13.11.1938                                            | Severinstraße 9 ·  | Nov. 2021     | [ 1 ]     |
| Stolperstein in Bad Pyrmont für Anna Abraham        | Hier wohnte Anna Abraham Jg. 1885 emigriert 1939 England                                                                       | Rathausstraße 1 ·  | Jan. 2005     |           |
| Stolperstein in Bad Pyrmont für Sally Abraham       | Hier wohnte Sally Abraham Jg. 1873 verhaftet 10.11.1938 KZ Buchenwald ermordet 25.11.1938                                      | Rathausstraße 1 ·  | Jan. 2005     |           |
| Stolperstein in Bad Pyrmont für Edith Abraham       | Hier wohnte Edith Abraham Jg. 1880 emigriert 1939 England                                                                      | Rathausstraße 1 ·  | Jan. 2005     |           |
| Stolperstein in Bad Pyrmont für Hans Abraham        | Hier wohnte Hans Abraham Jg. 1918 verhaftet 10.11.1938 KZ Buchenwald emigriert 1939 England                                    | Rathausstraße 1 ·  | Jan. 2005     |           |

## Verlegungen
- Januar 2006: vier Stolpersteine an einer Adresse[3]
- 27. März 2017: drei Stolpersteine an einer Adresse[4]
- 27. März 2017: vier Stolpersteine an einer Adresse[5]